# Eva Mendes
Eva Mendes (Miami, Florida, 5. ožujka 1974.), američka filmska glumica i model.
Počela je glumiti krajem 1990-ih u horor filmovima, a do većeg publiciteta došla je angažmanom u prominentnijim holivudskim filmovima kao što su Dan obuke (2001.), Bilo jednom u Meksiku (2003.), Prebrzi i prežestoki (2003.) i Ghost Rider (2007.).

## Životopis
Rođena je u Miamiju na Floridi u kubanskoj obitelji. Nakon razvoda njenih roditelja odrasla je s majkom u gradu Glendale u blizini Los Angelesa. Završila je Hoover High School u Glendaleu te kalifornijsko državno sveučilište Northridge.
Na početku karijere pojavljivala se u video spotovima Willa Smitha, Pet Shop Boysa i Aerosmitha, da bi potom ostvarila prvu glumačku ulogu u filmu Djeca kukuruza 5: Polja užasa. Veliku prigodu dobila je 2001. ulogom uz Denzela Washingtona u filmu Dan obuke, nakon čega je počela dobivati prilike i uloge u širem rasponu žanrova, od drame do komedije.

## Izabrana filmografija
| Godina | Film                           | Uloga              | Bilješke    |
| ------ | ------------------------------ | ------------------ | ----------- |
| 1998.  | Djeca kukuruza 5: Polja užasa  | Kir                |             |
| 2000.  | Urbane legende: Posljednji rez | Vanessa Valdeon    |             |
| 2001.  | Do kraja                       | Trish              |             |
| 2001.  | Dan obuke                      | Sara Harris        |             |
| 2003.  | Prebrzi i prežestoki           | ag. Monica Fuentes |             |
| 2003.  | Bilo jednom u Meksiku          | Ajedrez            |             |
| 2003.  | Korak ispred                   | Alex Díaz Whitlock |             |
| 2005.  | Hitch                          | Sara Melas         |             |
| 2007.  | Ghost Rider                    | Roxanne Simpson    |             |
| 2007.  | Braća po krvi                  | Amada Juarez       |             |
| 2010.  | Murjaci s klupe                | dr. Sheila Gamble  |             |
| 2011.  | Brzi i žestoki 5               | ag. Monica Fuentes | nepotpisana |